# Алькантара (рыцарский орден)
Алька́нтара (исп. Orden de Alcántara, ранее Orden de San Julián del Pereiro) — один из старейших духовных рыцарских орденов Испании.
Орден Алькантара основали братья дон Суэро и дон Гомес Фернандес Баррьентос в 1156 году в виде военного товарищества для защиты против мавров новопостроенной пограничной крепости Сан-Хулиан-де-Пераль (Перейро-де-Агьяр, Галисия).
Папа Римский Александр III 29 декабря 1177 года возвёл это товарищество в духовный рыцарский орден и дал ему устав Бенедикта Нурсийского. От короля Леона и Галисии Фердинанда II он получил многие льготы, а папа Целестин III, даровавший ему в 1197 году много привилегий, подчинил непосредственно папскому престолу и возложил на него обязанность защищать христианскую веру и вести вечную войну с маврами.
Альфонсо IX в 1218 году подарил ордену город Алькантару, по имени которого он стал с тех пор называться и куда он перенёс своё местопребывание. Он распространился по всей Испании и обогатился, но вследствие внутренних несогласий утратил силу и влияние, пока снова не возвысился в 1479 году, в правление гроссмейстера дон Хуана де Суньиги.
При Фердинанде V в 1494 году сан гроссмейстера был соединён с титулом испанского короля. В 1540 году рыцари ордена были освобождены от обета целомудрия и получили дозволение вступать в брак, а затем дали четыре обета: бедности, супружеского целомудрия, послушания и защиты учения о непорочном зачатии Марии.
До занятия Испании французами в 1808 году орден владел 37 графствами с 53 городами и деревнями, из которых после Реставрации ему была возвращена лишь небольшая часть. Либералы несколько раз упраздняли его, а при Изабелле II и Амадее он существовал только в виде ордена военных заслуг.
Во время Первой Республики в 1873 году орден Алькантара был ещё раз упразднён, но снова восстановлен в 1875 году Альфонсом XII. Орден как государственная награда был отменён Второй Республикой, но сохранился в качестве некоммерческой общественной организации, объединявшей кавалеров ордена и отставных военных. Как награда орден был сохранён в доме Испанских Бурбонов в качестве награды за заслуги перед испанским королевским домом в изгнании. После восстановления монархии в Испании каудильо Франсиско Франко до своей смерти отказывался восстанавливать статус ордена как государственной награды из-за его ассоциации с оппозиционно настроенного к каудильо Хуана, графа Барселонского. После перехода Испании к демократии в 1978 году орден снова стал государственной наградой по указу короля Хуана Карлоса I, утратив статус общественной организации.
Орденский знак, состоящий с 1441 года из зелёного мальтийского креста, концы которого соединены золотыми линиями, носится на зелёной ленте на шее, а затканный шелком — на фраке и белой мантии. В гербе ордена изображено грушевое дерево (исп. peral) с двумя чертами.
В настоящее время гроссмейстером ордена по должности является король Испании Филипп VI.

## Орденоносцы
- Луис де Авила и Суньига (1500—1564) — испанский дипломат, полководец и историк.
- Инфант Мигел — Его Королевское Высочество Инфант Португальский, Герцог Визеуский.
- Габриэль Кано-и-Апонте (1665—1733) — испанский военачальник, королевский губернатор чилийского генерал-капитанства.